# ویلسون-پیلچر

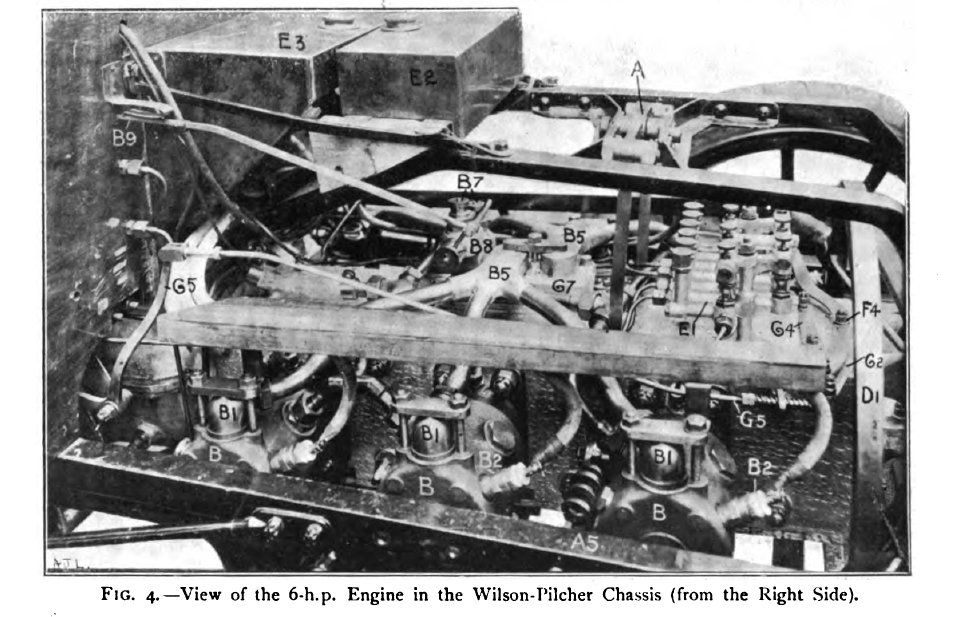
نمایی از انجین ساخت ویلسون-پیلچر در سال ۱۹۰۴

ویلسون-پیلچر (انگلیسی: Wilson-Pilcher) شرکت خودروسازی بریتانیایی بود، که در سال ۱۹۰۱ تأسیس شد و در سال ۱۹۰۴ در پی ادغام با شرکت آرمسترانگ ویتورث منحل گردید.